# Origine du virus de l'immunodéficience humaine
 (février 2023).
Motif : Cet article mélange Origines du virus et épidémiologie, en mettant à même niveau, pour la partie origine, la théorie acceptée et une théorie contestée

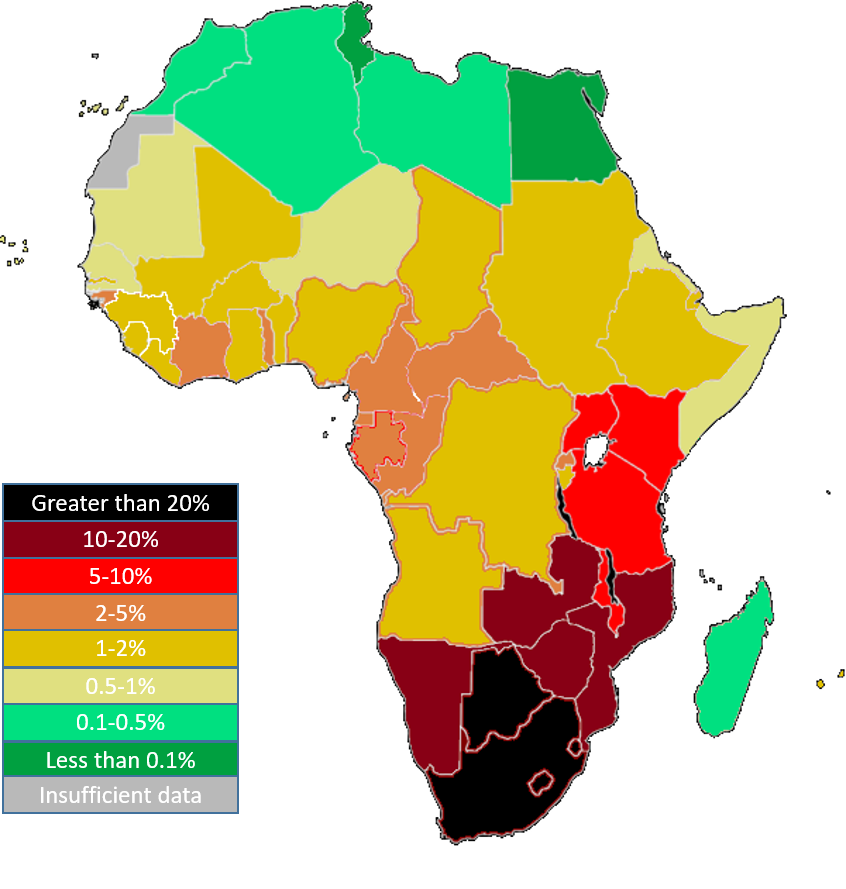
Prévalence du VIH en Afrique en 2021.

L’origine du virus de l'immunodéficience humaine (VIH) est simienne. Il existe une diversité de VIH qui ont été transmis à l'homme par différents types de singe. Depuis le début de la pandémie, 99 % des infections au VIH sont une infection au VIH-1 de type M. Le type M a été transmis à l'homme par un chimpanzé du sud du Cameroun (Pan troglodytes troglodytes), probablement entre 1915 et 1941. Cela a pu se produire à la suite d'une morsure par un chimpanzé infecté, ou par une écorchure à l'occasion du dépeçage. Le « patient zéro » du VIH-1 type M à partir duquel la pandémie de VIH s'est déclenchée serait donc un Camerounais ou un colon. À partir de ce patient zéro le virus s'est disséminé vers un autre pays, le Congo belge, actuelle République démocratique du Congo. Dans les années 1940 à 1970, la capitale du Congo belge, Léopoldville (l'actuelle Kinshasa) a été l’épicentre caché de la pandémie de VIH naissante.
Un autre type de virus est le VIH-2. Moins virulent que VIH-1, il est largement confiné à l'Afrique de l'Ouest, avec son parent le plus proche, un virus du mangabey fuligineux (Cercocebus atys atys), un singe de l'Ancien Monde habitant le sud du Sénégal, la Guinée-Bissau, la Guinée, la Sierra Leone, le Liberia et l'ouest de la Côte d'Ivoire,.

## Arbre phylogénétique: VIH-1 et VIH-2
Chaque virion de VIH a un génome d'environ 10 000 nucléotides. À titre de comparaison, celui du SARS-CoV-2 en compte environ 30 000 et le génome humain environ 3 milliards. En comparant les similitudes et différences en termes de combinaisons de nucléotides entre tous les génomes de VIH séquencés, il est possible de créer un arbre phylogénétique et de classer les différents variants de VIH en « cousins » plus ou moins proches. À partir de cet arbre phylogénétique, l'histoire du VIH au XXe siècle peut être reconstituée.
L'arbre phylogénétique du VIH est en 2019, le suivant :
|  | VISgor Gorilla gorilla gorilla, Gorille des plaines de l'Ouest |
|  |                                                                |
|  | VIH-1 type O, nucl. : 41 %. aa. : 68% (JX245015 Gabon 2011)    |
|  |                                                                |
|  | VIH-1 type P, nucl. : 34 %. aa. : 68% (GU111555 France 2009)   |
|  |                                                                |

|  | VIH-1 M ss-type A, nucl. : 81 %. aa. : 83% (KX389622 Nigeria 2009) |
|  |                                                                    |
|  | VIH-1 M ss-type A, (DRC60 Léopoldville 1960)                       |
|  |                                                                    |

|  | VIH-1 M ss-type C, nucl. : 93 %. aa. : 87% (HIVU46016 Ethiopie 1986) |
|  |                                                                      |
|  | VIH-1 M ss-type C, nucl. : 100 %. aa. : 100% (MW262773 USA 2019)     |
|  |                                                                      |

|  | VIH-1 M ss-type D, nucl. : 76 % (MF109713 UK 2013) |
|  |                                                    |
|  | VIH-1 M ss-type D, (ZR59 Léopoldville 1959)        |
|  |                                                    |

|  | VIH-1 M ss-type A, nucl. : 81 %. aa. : 83% (KX389622 Nigeria 2009) |
|  |                                                                    |
|  | VIH-1 M ss-type A, (DRC60 Léopoldville 1960)                       |
|  |                                                                    |

|  | VIH-1 M ss-type C, nucl. : 93 %. aa. : 87% (HIVU46016 Ethiopie 1986) |
|  |                                                                      |
|  | VIH-1 M ss-type C, nucl. : 100 %. aa. : 100% (MW262773 USA 2019)     |
|  |                                                                      |

|  | VIH-1 M ss-type D, nucl. : 76 % (MF109713 UK 2013) |
|  |                                                    |
|  | VIH-1 M ss-type D, (ZR59 Léopoldville 1959)        |
|  |                                                    |

|  | VIH-1 M ss-type A, nucl. : 81 %. aa. : 83% (KX389622 Nigeria 2009) |
|  |                                                                    |
|  | VIH-1 M ss-type A, (DRC60 Léopoldville 1960)                       |
|  |                                                                    |

|  | VIH-1 M ss-type C, nucl. : 93 %. aa. : 87% (HIVU46016 Ethiopie 1986) |
|  |                                                                      |
|  | VIH-1 M ss-type C, nucl. : 100 %. aa. : 100% (MW262773 USA 2019)     |
|  |                                                                      |

|  | VIH-1 M ss-type D, nucl. : 76 % (MF109713 UK 2013) |
|  |                                                    |
|  | VIH-1 M ss-type D, (ZR59 Léopoldville 1959)        |
|  |                                                    |

|  | VIH-1 M ss-type A, nucl. : 81 %. aa. : 83% (KX389622 Nigeria 2009) |
|  |                                                                    |
|  | VIH-1 M ss-type A, (DRC60 Léopoldville 1960)                       |
|  |                                                                    |

|  | VIH-1 M ss-type C, nucl. : 93 %. aa. : 87% (HIVU46016 Ethiopie 1986) |
|  |                                                                      |
|  | VIH-1 M ss-type C, nucl. : 100 %. aa. : 100% (MW262773 USA 2019)     |
|  |                                                                      |

|  | VIH-1 M ss-type D, nucl. : 76 % (MF109713 UK 2013) |
|  |                                                    |
|  | VIH-1 M ss-type D, (ZR59 Léopoldville 1959)        |
|  |                                                    |

|  | VISgor Gorilla gorilla gorilla, Gorille des plaines de l'Ouest |
|  |                                                                |
|  | VIH-1 type O, nucl. : 41 %. aa. : 68% (JX245015 Gabon 2011)    |
|  |                                                                |
|  | VIH-1 type P, nucl. : 34 %. aa. : 68% (GU111555 France 2009)   |
|  |                                                                |

|  | VIH-1 M ss-type A, nucl. : 81 %. aa. : 83% (KX389622 Nigeria 2009) |
|  |                                                                    |
|  | VIH-1 M ss-type A, (DRC60 Léopoldville 1960)                       |
|  |                                                                    |

|  | VIH-1 M ss-type C, nucl. : 93 %. aa. : 87% (HIVU46016 Ethiopie 1986) |
|  |                                                                      |
|  | VIH-1 M ss-type C, nucl. : 100 %. aa. : 100% (MW262773 USA 2019)     |
|  |                                                                      |

|  | VIH-1 M ss-type D, nucl. : 76 % (MF109713 UK 2013) |
|  |                                                    |
|  | VIH-1 M ss-type D, (ZR59 Léopoldville 1959)        |
|  |                                                    |

|  | VIH-1 M ss-type A, nucl. : 81 %. aa. : 83% (KX389622 Nigeria 2009) |
|  |                                                                    |
|  | VIH-1 M ss-type A, (DRC60 Léopoldville 1960)                       |
|  |                                                                    |

|  | VIH-1 M ss-type C, nucl. : 93 %. aa. : 87% (HIVU46016 Ethiopie 1986) |
|  |                                                                      |
|  | VIH-1 M ss-type C, nucl. : 100 %. aa. : 100% (MW262773 USA 2019)     |
|  |                                                                      |

|  | VIH-1 M ss-type D, nucl. : 76 % (MF109713 UK 2013) |
|  |                                                    |
|  | VIH-1 M ss-type D, (ZR59 Léopoldville 1959)        |
|  |                                                    |

|  | VIH-1 M ss-type A, nucl. : 81 %. aa. : 83% (KX389622 Nigeria 2009) |
|  |                                                                    |
|  | VIH-1 M ss-type A, (DRC60 Léopoldville 1960)                       |
|  |                                                                    |

|  | VIH-1 M ss-type C, nucl. : 93 %. aa. : 87% (HIVU46016 Ethiopie 1986) |
|  |                                                                      |
|  | VIH-1 M ss-type C, nucl. : 100 %. aa. : 100% (MW262773 USA 2019)     |
|  |                                                                      |

|  | VIH-1 M ss-type D, nucl. : 76 % (MF109713 UK 2013) |
|  |                                                    |
|  | VIH-1 M ss-type D, (ZR59 Léopoldville 1959)        |
|  |                                                    |

|  | VIH-1 M ss-type A, nucl. : 81 %. aa. : 83% (KX389622 Nigeria 2009) |
|  |                                                                    |
|  | VIH-1 M ss-type A, (DRC60 Léopoldville 1960)                       |
|  |                                                                    |

|  | VIH-1 M ss-type C, nucl. : 93 %. aa. : 87% (HIVU46016 Ethiopie 1986) |
|  |                                                                      |
|  | VIH-1 M ss-type C, nucl. : 100 %. aa. : 100% (MW262773 USA 2019)     |
|  |                                                                      |

|  | VIH-1 M ss-type D, nucl. : 76 % (MF109713 UK 2013) |
|  |                                                    |
|  | VIH-1 M ss-type D, (ZR59 Léopoldville 1959)        |
|  |                                                    |

|  | VISgor Gorilla gorilla gorilla, Gorille des plaines de l'Ouest |
|  |                                                                |
|  | VIH-1 type O, nucl. : 41 %. aa. : 68% (JX245015 Gabon 2011)    |
|  |                                                                |
|  | VIH-1 type P, nucl. : 34 %. aa. : 68% (GU111555 France 2009)   |
|  |                                                                |

|  | VIH-1 M ss-type A, nucl. : 81 %. aa. : 83% (KX389622 Nigeria 2009) |
|  |                                                                    |
|  | VIH-1 M ss-type A, (DRC60 Léopoldville 1960)                       |
|  |                                                                    |

|  | VIH-1 M ss-type C, nucl. : 93 %. aa. : 87% (HIVU46016 Ethiopie 1986) |
|  |                                                                      |
|  | VIH-1 M ss-type C, nucl. : 100 %. aa. : 100% (MW262773 USA 2019)     |
|  |                                                                      |

|  | VIH-1 M ss-type D, nucl. : 76 % (MF109713 UK 2013) |
|  |                                                    |
|  | VIH-1 M ss-type D, (ZR59 Léopoldville 1959)        |
|  |                                                    |

|  | VIH-1 M ss-type A, nucl. : 81 %. aa. : 83% (KX389622 Nigeria 2009) |
|  |                                                                    |
|  | VIH-1 M ss-type A, (DRC60 Léopoldville 1960)                       |
|  |                                                                    |

|  | VIH-1 M ss-type C, nucl. : 93 %. aa. : 87% (HIVU46016 Ethiopie 1986) |
|  |                                                                      |
|  | VIH-1 M ss-type C, nucl. : 100 %. aa. : 100% (MW262773 USA 2019)     |
|  |                                                                      |

|  | VIH-1 M ss-type D, nucl. : 76 % (MF109713 UK 2013) |
|  |                                                    |
|  | VIH-1 M ss-type D, (ZR59 Léopoldville 1959)        |
|  |                                                    |

|  | VIH-1 M ss-type A, nucl. : 81 %. aa. : 83% (KX389622 Nigeria 2009) |
|  |                                                                    |
|  | VIH-1 M ss-type A, (DRC60 Léopoldville 1960)                       |
|  |                                                                    |

|  | VIH-1 M ss-type C, nucl. : 93 %. aa. : 87% (HIVU46016 Ethiopie 1986) |
|  |                                                                      |
|  | VIH-1 M ss-type C, nucl. : 100 %. aa. : 100% (MW262773 USA 2019)     |
|  |                                                                      |

|  | VIH-1 M ss-type D, nucl. : 76 % (MF109713 UK 2013) |
|  |                                                    |
|  | VIH-1 M ss-type D, (ZR59 Léopoldville 1959)        |
|  |                                                    |

|  | VIH-1 M ss-type A, nucl. : 81 %. aa. : 83% (KX389622 Nigeria 2009) |
|  |                                                                    |
|  | VIH-1 M ss-type A, (DRC60 Léopoldville 1960)                       |
|  |                                                                    |

|  | VIH-1 M ss-type C, nucl. : 93 %. aa. : 87% (HIVU46016 Ethiopie 1986) |
|  |                                                                      |
|  | VIH-1 M ss-type C, nucl. : 100 %. aa. : 100% (MW262773 USA 2019)     |
|  |                                                                      |

|  | VIH-1 M ss-type D, nucl. : 76 % (MF109713 UK 2013) |
|  |                                                    |
|  | VIH-1 M ss-type D, (ZR59 Léopoldville 1959)        |
|  |                                                    |

|  | VISgor Gorilla gorilla gorilla, Gorille des plaines de l'Ouest |
|  |                                                                |
|  | VIH-1 type O, nucl. : 41 %. aa. : 68% (JX245015 Gabon 2011)    |
|  |                                                                |
|  | VIH-1 type P, nucl. : 34 %. aa. : 68% (GU111555 France 2009)   |
|  |                                                                |

|  | VIH-1 M ss-type A, nucl. : 81 %. aa. : 83% (KX389622 Nigeria 2009) |
|  |                                                                    |
|  | VIH-1 M ss-type A, (DRC60 Léopoldville 1960)                       |
|  |                                                                    |

|  | VIH-1 M ss-type C, nucl. : 93 %. aa. : 87% (HIVU46016 Ethiopie 1986) |
|  |                                                                      |
|  | VIH-1 M ss-type C, nucl. : 100 %. aa. : 100% (MW262773 USA 2019)     |
|  |                                                                      |

|  | VIH-1 M ss-type D, nucl. : 76 % (MF109713 UK 2013) |
|  |                                                    |
|  | VIH-1 M ss-type D, (ZR59 Léopoldville 1959)        |
|  |                                                    |

|  | VIH-1 M ss-type A, nucl. : 81 %. aa. : 83% (KX389622 Nigeria 2009) |
|  |                                                                    |
|  | VIH-1 M ss-type A, (DRC60 Léopoldville 1960)                       |
|  |                                                                    |

|  | VIH-1 M ss-type C, nucl. : 93 %. aa. : 87% (HIVU46016 Ethiopie 1986) |
|  |                                                                      |
|  | VIH-1 M ss-type C, nucl. : 100 %. aa. : 100% (MW262773 USA 2019)     |
|  |                                                                      |

|  | VIH-1 M ss-type D, nucl. : 76 % (MF109713 UK 2013) |
|  |                                                    |
|  | VIH-1 M ss-type D, (ZR59 Léopoldville 1959)        |
|  |                                                    |

|  | VIH-1 M ss-type A, nucl. : 81 %. aa. : 83% (KX389622 Nigeria 2009) |
|  |                                                                    |
|  | VIH-1 M ss-type A, (DRC60 Léopoldville 1960)                       |
|  |                                                                    |

|  | VIH-1 M ss-type C, nucl. : 93 %. aa. : 87% (HIVU46016 Ethiopie 1986) |
|  |                                                                      |
|  | VIH-1 M ss-type C, nucl. : 100 %. aa. : 100% (MW262773 USA 2019)     |
|  |                                                                      |

|  | VIH-1 M ss-type D, nucl. : 76 % (MF109713 UK 2013) |
|  |                                                    |
|  | VIH-1 M ss-type D, (ZR59 Léopoldville 1959)        |
|  |                                                    |

|  | VIH-1 M ss-type A, nucl. : 81 %. aa. : 83% (KX389622 Nigeria 2009) |
|  |                                                                    |
|  | VIH-1 M ss-type A, (DRC60 Léopoldville 1960)                       |
|  |                                                                    |

|  | VIH-1 M ss-type C, nucl. : 93 %. aa. : 87% (HIVU46016 Ethiopie 1986) |
|  |                                                                      |
|  | VIH-1 M ss-type C, nucl. : 100 %. aa. : 100% (MW262773 USA 2019)     |
|  |                                                                      |

|  | VIH-1 M ss-type D, nucl. : 76 % (MF109713 UK 2013) |
|  |                                                    |
|  | VIH-1 M ss-type D, (ZR59 Léopoldville 1959)        |
|  |                                                    |

|  | VISsmm Cercocebus atys atys, Singe vert mangabey        |
|  |                                                         |
|  | VIH-2, nucl. : 0 %. aa. : 48% (AB485670, Côte d'Ivoire) |
|  |                                                         |

### VIH-1
Il existe une diversité de VIH qui ont été transmis à l'homme par différents types de singes. Le VIH-1 et le VIH-2 n'ont pas la même origine géographique. Le VIH-1 a été transmis aux humains par des singes de l’ouest de l’Afrique centrale alors que le VIH-2 a pour origine les singes d'Afrique du Golfe de Guinée. Le VIH-1 et le VIH-2 sont similaires à 48 % en termes d'acides aminés mais curieusement n'ont quasiment aucune combinaison de nucléotides en commun. Le VIH-2 provoque un sida mais il est moins virulent que le VIH-1. L'infection au VIH-2 est compatible avec une survie à très long terme sans antirétroviraux. Certaines souches de VIH-2 sont impossibles à distinguer des souches VIS retrouvées chez les singes verts mangabeys et il existe une superposition parfaite des zones d'épidémies humaines et simiennes pour le VIH-2.
Au sein des VIH-1, il existe quatre types différents : les types M, N, O et P. Ces types correspondent chacun à un épisode distinct de transmission du virus par un singe à l'homme. Les types M et N ont été transmis à l'homme par des chimpanzés d'Afrique centrale (Pan troglodytes troglodytes) au début du XXe siècle, probablement entre 1915 et 1941. Dès 1990, une équipe avait suggéré que le VIH-1 avait pour origine les populations de chimpanzés, se fondant sur l'organisation identique des génomes des souches VIH-1 et des VIS retrouvées chez les chimpanzés. Les isolats simiens de VIScpz récoltés dans le sud-est du Cameroun, vers la frontière avec le Congo-Brazzaville et la République centrafricaine (entre les rivières Sangha, Boumba et Ngoko) sont ceux qui partagent le plus d'homologie avec les VIH-1 de type M. Tandis que les isolats provenant du Cameroun sud-central sont les plus similaires au VIH-1 de type N. En revanche, les VIH-1 de type O et P sont relativement rares, et dérivent du VISgor du Gorille des plaines de l'Ouest (Gorilla gorilla gorilla),. Les VIH-1 seraient ainsi tous originaires du sud du Cameroun. Cependant, les examens des preuves épidémiologiques d'une infection précoce par le VIH-1 dans des échantillons de sang conservés et d'anciens cas de SIDA en Afrique centrale ont conduit de nombreux scientifiques à penser que le centre humain initial de dissémination du groupe M du VIH-1 n'était probablement pas au Cameroun, mais un peu plus au sud en République démocratique du Congo (alors Congo belge), plus probablement dans sa capitale, Kinshasa (anciennement Léopoldville),,. 
Depuis le début de la pandémie, 99 % des infections au VIH sont une infection au VIH-1 de type M. 

### VIH-2
Des recherches ont été entreprises avec des souches de VIS (Virus de l'immunodéficience du singe) recueillies auprès de plusieurs populations sauvages de mangabey fuligineux (Cercocebus atys atys) (SIVsmm) des pays d'Afrique de l'Ouest (Sierra Leone, Liberia et Côte d'Ivoire). Les analyses phylogénétiques qui en résultent montrent que les virus les plus apparentés aux deux souches de VIH-2 qui se propagent considérablement chez l'homme (VIH-2 groupes A et B) sont les SIVsmm trouvés dans les mangabeys fuligineux de la forêt de Taï, dans l'ouest de la Côte d'Ivoire.
Il existe six autres groupes VIH-2 connus, chacun n'ayant été trouvé que chez une seule personne. Ils semblent tous dériver de transmissions indépendantes des mangabeys fuligineux aux humains. Les groupes C et D ont été trouvés chez deux personnes du Libéria, les groupes E et F ont été découverts chez deux personnes de la Sierra Leone, et les groupes G et H ont été détectés chez deux personnes de la Côte d'Ivoire. Ces souches de VIH-2 sont probablement des infections sans issue, et chacune d'entre elles est plus étroitement liée aux souches SIVsmm de mangabeys fuligineux vivant dans le même pays où l'infection humaine a été découverte,.
Des études de datation moléculaire suggèrent que les deux groupes épidémiques (A et B) ont commencé à se propager parmi les humains entre 1905 et 1961 (les estimations centrales variant entre 1932 et 1945),.
|                                             | Type M, sous-type C | Type N | Type O | Type P |
| ------------------------------------------- | ------------------- | ------ | ------ | ------ |
| Chimpanzés de l’ouest de l'Afrique centrale |                     |        |        |        |
| AF103818 - États-Unis - 1985                | 51 %                | 65 %   | 3 %    | 44 %   |
| AF115393 - Cameroun 1998                    | 50 %                | 64 %   | 1 %    | 9 %    |
| FR686510 - Cameroun 2001                    | 52 %                | 55 %   | 36 %   | 51 %   |
| DQ373063 - Cameroun 2005                    | 73 %                | 66 %   | 43 %   | 43 %   |
| AF382828 - Gabon 1988                       | 60 %                | 65 %   | 36 %   | 7 %    |
| GQ217539 - Gabon 2006                       | 15 %                | 9 %    | 43 %   | 48 %   |
| Chimpanzés d'Afrique de l'Est               |                     |        |        |        |
| EF394356 - Tanzanie 2000                    | 25 %                | 32 %   | 0 %    | 20 %   |
| DQ374657 - Tanzanie 2001                    | 5 %                 | 25 %   | 0 %    | 0 %    |
| JN091690 - Tanzanie 2009                    | 22 %                | 0 %    | 19 %   | 3 %    |
| Gorille des plaines de l'Ouest              |                     |        |        |        |
| FJ424863 - Camaroun - 2007                  | 33 %                | 16 %   | 46 %   | 71 %   |
| KP004991 - Cameroun 2012                    | 51 %                | 15 %   | 75 %   | 58 %   |
| KP004990 - Cameroun 2013                    | 31 %                | 34 %   | 44 %   | 82 %   |

## 1910-1950: Passage du singe à l'homme

### Théorie dite du «chasseur»
La théorie dite du « chasseur de viande de brousse » a été initialement avancée par Béatrice Hahn, Paul Sharp et Bette Korber et reprise par Stanley Plotkin, Hilary Koprowski ainsi que par Paul Osterrieth. Elle suppose la contamination d'un chasseur, en l'occurrence un Camerounais ou un colon, par le virus simien.
À partir de la colonisation, les singes furent souvent capturés pour servir de cobaye, de gibier ou d'animal de compagnie. Des expositions à du sang contaminé, lors de morsures ou par blessures lors du dépeçage de singes, peuvent expliquer comment ces virus ont infecté l'homme. La consommation de viande insuffisamment cuite aurait pu être également une voie de contamination. Cela se serait produit probablement entre 1915 et 1941. La personne infectée par un chimpanzé du Cameroun serait arrivée ensuite à Léopoldville (actuelle Kinshasa), où le virus s'est répandu. Compte tenu des dates, et pour expliquer un si long cheminement d’une même personne entre le sud-Cameroun et Léopoldville, Jacques Pépin, dans la révision de son enquête sur les origines du virus, après avoir défendu la théorie du chasseur civil, a affiné celle-ci en supposant que le patient zéro était un soldat ayant participé en 1916 à la campagne du Kamerun visant à conquérir le Kamerun allemand et ayant dû chasser pour se nourrir avant de retourner à Léopoldville une fois la campagne terminée.
Les adversaires de l'hypothèse d'une transmission accidentelle du singe à l'homme au cours d'une chasse font valoir que le singe, porteur du VIS depuis plusieurs milliers d'années, est depuis toujours chassé en Afrique. Les Pygmées — grands chasseurs — ne sont quasiment pas infectés par le VIH. Les cas constatés chez les Pygmées seraient à mettre au compte de rapports sexuels avec les peuples bantous voisins, hypothèse de transmission qui n'est toutefois pas démontrée.

## 1950-1980: Dissémination du VIH

### Léopoldville comme épicentre
Dans les années 1940 à 1960, la capitale du Congo belge, Léopoldville (l'actuelle Kinshasa) a été l’épicentre de la pandémie de VIH. ZR59, l'isolat de VIH le plus ancien actuellement connu, a été extrait d'une prise de sang effectuée en 1959 sur un Africain à Léopoldville. Cet échantillon a été séquencé en 1985. ZR59 appartient au sous-type D. Le second isolat le plus ancien de VIH, DRC60, a aussi pour origine Léopoldville. Cet isolat provient d’une biopsie réalisée sur un ganglion lymphatique en 1960 sur une Africaine. DRC60 appartient au sous-type A. En termes d’homologie de nucléotides, ZR59 et DRC60 sont identiques à 88 %. Ils auraient partagé un ancêtre commun aux environs de 1920. 
Léopoldville fait face à Brazzaville sur le fleuve Congo. Les deux capitales congolaises auraient ainsi compté les premières centaines ou milliers de séropositifs au VIH dans le monde. À ce titre, il a été suggéré en 2011 que la cachexie du Mayombé décrite par le chirurgien et paléontologue français Léon Pales à Brazzaville entre 1931 et 1933 pourrait être les premières observations de sida. Cette cachexie qui s'accompagnait souvent d'une infection pneumococcique frappait les ouvriers chargés de la construction du chemin de fer Congo-Océan. Entre 15 000 et 23 000 ouvriers décédèrent lors du chantier. Ces ouvriers étaient le plus souvent sous-payés, affamés et surchargés de travail. Pour être validée, cette hypothèse nécessiterait d'exhumer une des victimes de cette cachexie, et de faire des analyses biologiques pour détecter la présence de VIH.
Le VIH-1 a évolué durant des décennies à bas bruit à Léopoldville/Kinshasa et à Brazzaville. Pour cette raison ces deux villes ont la plus riche diversité génétique de sous-types de VIH-1 au monde. Bien que Kinshasa ait été le berceau de la pandémie du sida, la prévalence du VIH n'a jamais été très élevée au sein de la population. À partir de prélèvements sanguins faits auprès de mères de famille du district de Lemba au cœur de Kinshasa, il a été suggéré que la prévalence du VIH-1 était de 0,25 % en 1970 puis de 3 % en 1980. Dans la dernière enquête démographique et de santé de 2014, la prévalence du VIH à Kinshasa est de 2,6 % chez les femmes et de 0,3 % chez les hommes. Dans celle menée en 2005 à Brazzaville, la prévalence du VIH est de 3,5 % chez les femmes et de 1,1 % chez les hommes.

### Iatrogénie et seringues souillées
Dès les balbutiements de la recherche sur le VIH en Afrique dans les années 1980, les équipes du Projet Sida basé à Kinshasa se demandent si des injections contaminées pourraient expliquer la transmission exponentielle du VIH. La dissémination parentérale du VIH avait déjà été scientifiquement prouvée chez les utilisateurs de drogues intraveineuses dès les premières années de l'épidémie. Et il avait été suggéré que la quantité de sang qui persiste dans une seringue après une injection d'héroïne est comparable à celle qu'on peut y retrouver pour l'administration d'un médicament.  Cette piste est néanmoins rapidement délaissée au profit de travaux sur la prostitution. 
Il faut attendre les années 2000 pour que le rôle des injections intraveineuses administrées lors de soins de santé soit de nouveau exploré. En 2006 au Cameroun, sur des aiguilles à usage unique utilisées sur des séropositifs, il a été détecté des traces de VIH-1 dans le tiers des seringues lors d'injections intraveineuses mais seulement dans 2 % de celles qui avaient servi à des injections intramusculaires. De nombreuses études s'accordent sur le fait que la réutilisation de seringues non stérilisées, l'usage de pistolets injecteurs, à l'occasion d'actes médicaux divers (vaccinations, transfusions, etc.) ont pu considérablement contribuer à accroître l'épidémie lorsqu'ils étaient effectués en intraveineuse,,,,,,. Selon Jacques Pépin, la réutilisation d'aiguilles en intraveineuse a été à l'origine de diverses épidémies d'origine iatrogène, c'est-à-dire causées par des soins de santé. En Afrique, ces épidémies iatrogènes concernent les épidémies au virus de l'hépatite C, les épidémies au HTLV-1 ou encore celles au virus Ebola. 
À ses balbutiements, le VIH s'est donc propagé de manière accidentelle dans des dispensaires ou centres de santé, à la suite d'injections intraveineuses luttant contre la syphilis, le pian, la maladie du sommeil, la lèpre, la tuberculose ou encore le paludisme. Au début des années 1950, plus d'un demi-million d'injections préventives avaient ainsi été administrées contre la maladie du sommeil en Afrique-Équatoriale française. En moyenne un patient traité pour la maladie du sommeil recevait 36 injections par voie intraveineuse. Après les campagnes de lutte contre la maladie du sommeil, les programmes de contrôle du pian et de la syphilis entrainèrent à leur tour des millions d'injections. Le pian et la syphilis sont causés par deux sous-espèces de la même bactérie. Le pian est transmis par contact direct, à la différence de la syphilis qui se transmet sexuellement. Dans les années 1950, tout Africain souhaitant s'installer à Léopoldville devait obligatoirement subir un test sérologique au dispensaire antivénérien. Or 22 % d'entre eux avaient acquis une sérologie contre le pian, et étaient faussement diagnostiqués avec une syphilis. Chaque Africain diagnostiqué recevait 24 injections intraveineuses d'arsenicaux. Le nombre annuel d'injections fluctuait autour de 100 000 par an. Dès 1953, le Dr Beheyt, interne en cardiologie à l'hôpital des Congolais de Léopoldville, alerte les autorités sur les risques de telles pratiques :
« Au dispensaire antivénérien de la Croix-Rouge à Léopoldville, on pratique en moyenne 300 injections par jour. Le grand nombre de malades et la petite quantité de seringues mises à disposition du personnel excluent la stérilisation des seringues à l'autoclave après chaque injection. Des seringues souillées sont simplement rincées, d'abord à l'eau, ensuite à l'alcool et à l'éther, et sont prêtes à un nouvel usage. […] La seringue passe donc d'un malade à l'autre, tout en conservant parfois des petites quantités de sang contagieux, lesquelles quantités sont pourtant suffisantes pour transmettre la maladie [l'hépatite]. »
La réutilisation de seringues non stérilisées a grandement contribué à la propagation du VIH, d'abord à Léopoldville puis dans d'autres régions d'Afrique, comme l'Afrique des Grands Lacs. Sur des enfants ougandais de 6 ans, sur lesquels des prélèvements sanguins avaient été réalisés en 1972 et 1973, pour servir de témoins à une étude du lymphome de Burkitt, il a ainsi été détecté en 1985 la présence du VIH dans 50 des 75 échantillons. L'épidémie de VIH finit également par toucher des médecins. En 1977, une chirurgienne danoise, le Dr Grethe Rask, décède des suites du sida, après avoir séjourné au Congo dans les années 1960 et 1970, et s'être contaminée en se blessant lors d'une intervention. Des analyses sur des échantillons préservés confirment en 1987 que le Dr Grethe Rask avait bien contracté le VIH.
En Guinée-Bissau dans le Golfe de Guinée, à la fin des années 1980, 20 % des personnes âgées de plus de 40 ans étaient infectées au VIH-2. Or le VIH-2 est peu transmissible par voie sexuelle. Les infections au VIH-2 ont été la conséquence des traitements parentéraux administrés contre la maladie du sommeil, de la tuberculose et de la lèpre entre 1955 et 1970 par les autorités coloniales portugaises.

### Prostitution
Outre la transmission par des soins de santé, la prostitution a aussi contribué à la propagation du VIH. En 1976, le matelot norvégien Arvid Noe, sa femme et leur fille de neuf ans meurent des suites du sida. Cette famille avait été infectée par le VIH-1 de type O, une souche assez rare et confinée essentiellement au Cameroun. Le matelot avait probablement contracté le VIH en 1961 lors d'une escale à Douala. Arvid Noe présente les premiers signes d'un sida dès 1966, soit cinq ans après avoir séjourné dans des ports du Cameroun. Lorsque sa fille était née en 1967, son épouse avait déjà probablement été contaminée par le VIH.
En 1969, dans le Missouri, un adolescent afro-américain de quinze ans, Robert Rayford, meurt à l'hôpital de Saint-Louis d'une forme particulièrement violente de maladie de Kaposi. Un test VIH est effectué en 1987 par des chercheurs de l'université Tulane, qui détectent la présence du VIH-1 dans le sang de l'adolescent, confirmant les soupçons apparus dès 1984. Lors de son entretien avec les médecins, le garçon avait déclaré n'avoir jamais voyagé ni reçu de transfusion sanguine. Les médecins soupçonnaient le garçon d'être soit un prostitué infantile soit une victime d'abus sexuels au sein de sa famille (Percy et Sadie Rayford, les grands-parents de Robert, semblaient présenter les mêmes symptômes avant de mourir tous les deux en 1966).
Dans les années 1960, environ 4 500 coopérants haïtiens travaillaient en République démocratique du Congo pour former la jeunesse congolaise. Il est possible qu'un de ces coopérants ait ramené avec lui vers 1967 le VIH-1 dans les Caraïbes. L'infection de cet Haïtien a pu se faire lors d'un soin de santé ou lors d'une relation sexuelle. Haïti est alors un haut lieu du tourisme sexuel pour les homosexuels américains. Un homosexuel new-yorkais pourrait avoir été infecté dès 1971 en Haïti, l'aurait transmis ensuite à la communauté gay de New York, avant que le VIH n'atteigne San Francisco vers 1976.

### Commerce du plasma
À partir de la fin des années 1960, avant que le virus de l'hépatite C et le VIH ne soient découverts, la demande en produits dérivés de plasma sanguin est en plein essor. Les donneurs sont rémunérés. Durant la décennie 1970, environ 20 % du plasma consommé aux États-Unis provenait du tiers-monde. Le plasma était acheté et revendu par des courtiers à l’Occident. Ainsi, à Port-au-Prince en Haïti, un grand centre de plasmaphérèse dénommé Hemo-Caribbean fonctionna de mai 1971 à novembre 1972. Hemo-Caribbean exportait chaque mois jusqu’à 6 000 litres de plasma vers les États-Unis, la Suisse et l’Allemagne. Les installations de ce centre pouvaient accueillir jusqu’à 850 donneurs par jour. Il est estimé qu’environ 6 000 Haïtiens auraient vendu leur plasma à travers Hemo-Caribbean. Il est possible que certaines des poches de sang aient été contaminées par le VIH ou d’autres virus.
En 1977 et 1978, les centres de plasmaphérèse commencent à prendre conscience des risques infectieux de telles opérations : en Autriche, Allemagne et Pologne des poches de plasma se révèlent contaminées avec le virus de l’hépatite C. Même après la découverte du VIH, des fabricants de concentrés pour les hémophiles, comme les Laboratoires Cutter, filiale de Bayer, exportaient vers l’Asie et l’Amérique latine des lots qu’ils savaient être possiblement contaminés par le VIH, et ce jusqu’au milieu de 1985.

## 1980-2020: Pandémie de VIH

### 1981: Début officiel de l'épidémie
À la fin des années 1970 et au début des années 1980, plusieurs médecins de New York et Los Angeles sont confrontés à des cas de maladies atypiques chez des personnes homosexuelles. À New York, la docteure Linda Laubenstein constate ainsi l'apparition de plusieurs cas de sarcome de Kaposi chez de jeunes homosexuels bien qu'ils ne fassent théoriquement pas partie des populations à risque pour cette tumeur. Les médecins constatent également un affaiblissement du système immunitaire, de l'asthénie et une perte de poids chez plusieurs patients.
L’épidémie de sida a officiellement commencé  le 5 juin 1981 lorsque le CDC, l’organisme fédéral de santé publique aux États-Unis, décrit dans sa revue Morbidity and Mortality Weekly Report une recrudescence de cas de pneumocystose dans une communauté d'homosexuels à Los Angeles. Dans les mois qui suivent, de plus en plus de cas sont recensés dans plusieurs villes du pays. Ces patients sont dans un état d'immunodépression. Du fait que ces patients ont de multiples partenaires sexuels, il est suggéré en juin 1982 qu'un agent infectieux transmis sexuellement pourrait être la cause de leur immunodépression. Le syndrome est alors appelé par certains le gay-related immunodeficiency disease (GRID).
Les autorités sanitaires identifient d'autres communautés atteintes de sida : les hémophiles, les héroïnomanes, ou encore des immigrants haïtiens.
Ce qui conduit certains chercheurs à appeler cette maladie les « 4H »,. En 1982, les modes de transmission de cette nouvelle épidémie ne sont pas encore connus. L’hystérie collective va rapidement stigmatiser les individus susceptibles d'être un « 4H ». En vue d'abandonner des dénominations erronées, le CDC créée en juillet 1982 le terme Acquired immune deficiency syndrome (AIDS), traduit en français en syndrome d'immunodéficience acquise (sida).
En mai 1983, le rétrovirus responsable du sida est officiellement identifié par Luc Montagnier et Françoise Barré-Sinoussi de l'Institut Pasteur, qui le baptisent Lymphadenopathy Associated Virus (LAV). En mai 1984, l’équipe américaine dirigée par Robert Gallo confirme l’identification de ce rétrovirus et le rebaptise virus T-lymphotrope humain de type III (HTLV-III). Il faut attendre mai 1986 pour que son nom définitif soit trouvé et qu'il soit communément appelé virus de l'immunodéficience humaine (VIH).

### Une pandémie et des variants
Depuis le début de l’épidémie, 99% des infections au VIH sont une infection au VIH-1 de type M, lui-même subdivisé en onze sous-types : A, B, C, D, F, G, H, J, K, L et U. Lorsqu'un individu a été infecté par deux sous-types différents, des recombinaisons peuvent se produire. Les recombinants de VIH-1 qui se sont répandus sont les : AD, AE, AG, BC et BF.
La moitié des séropositifs vivant en Afrique subsaharienne ont été infectés par le sous-type C. Le sous-type C est apparu en Afrique australe, de manière tardive dans les années 1980. Les patients contaminés par le sous-type C meurent plus rapidement. Avec le sous-type C, il est observé un haut degré de virémie et l’excrétion du virus dans le tractus génital des femmes atteintes est plus élevée. Avant que le sous-type C n'apparaisse, les Africains étaient surtout infectés par les sous-types A et D. Ces deux souches qui représentent encore 30% des infections au VIH en Afrique, sont celles qui se sont propagées dans l'Afrique des Grands Lacs (Ouganda, Rwanda) dans les années 1970 et au début des années 1980.
Alors que le sous-type B est quasi inexistant dans les populations séropositives hétérosexuelles africaines, cette souche est la seule qui circule aux Etats-Unis. Le sous-type B aurait été ramené du Congo par un Haïtien dans les années 1960. Elle s’est ensuite propagée en Amérique du Nord puis s'est exportée en Europe et en Amérique latine, parmi les homosexuels. Le sous-type B est aussi celui qui a infecté 96% des homosexuels séropositifs blancs d’Afrique du Sud.
En ex-URSS, les infections sont surtout liées au sous-type A qui s'est disséminé à travers les seringues contaminées des toxicomanes plutôt que par des relations homosexuelles.
| Sous-type de HIV-1 type M   | Monde | Afrique subsaharienne | Afrique du Nord et Moyen-Orient | Amérique du Nord | Amérique latine et Caraïbes | Europe de l'Ouest | Ex-URSS   | Indo-Asie et Asie-Pacifique | Océanie | Séropositifs (est.) |
| --------------------------- | ----- | --------------------- | ------------------------------- | ---------------- | --------------------------- | ----------------- | --------- | --------------------------- | ------- | ------------------- |
| A                           | 16,7% | 19%                   | 10,3%                           |                  |                             | 3,7%              | 79,8%     | 1,1%                        |         | 6 225 000           |
| B                           | 14,7% |                       | 40,1%                           | 97,7%            | 68,4%                       | 76,5%             | 5,7%      | 30,1%                       | 82,5%   | 5 500 000           |
| C                           | 36,7% | 50,1%                 | 15%                             | 1%               | 8,5%                        | 4,7%              |           | 15,1%                       | 6,5%    | 13 700 000          |
| D                           | 7,5%  | 11,1%                 |                                 |                  |                             | 0,8%              |           |                             |         | 2 780 000           |
| F                           | 0,6%  |                       |                                 |                  | 8%                          | 1,8%              |           |                             |         | 215 000             |
| G                           | 1,4%  | 1,8%                  | 1,1%                            |                  |                             | 2,3%              | 2,6%      |                             |         | 515 000             |
| AD                          | 1,2%  | 1,5%                  | 24,3%                           |                  |                             |                   |           |                             |         | 435 000             |
| AE                          | 5,7%  |                       | 2,2%                            |                  |                             | 1,7%              |           | 36%                         | 7,7%    | 2 115 000           |
| AG                          | 5,3%  | 7,3%                  | 1%                              |                  |                             | 3,1%              | 3,3%      | 1%                          |         | 1 965 000           |
| BC                          | 2%    |                       |                                 |                  |                             |                   |           | 13%                         |         | 755 000             |
| BF                          | 0,8%  |                       | 2,3%                            |                  | 12,1%                       |                   |           |                             |         | 310 000             |
| Autres                      | 7,5%  | 9,2%                  | 3,7%                            | 1,3%             | 3%                          | 5,4%              | 8,6%      | 3,7%                        | 3,3%    | 2 800 000           |
| Séropositifs en 2020 (est.) | 100%  | 25 000 000            | 240 000                         | 1 200 000        | 2 500 000                   | 800 000           | 1 700 000 | 5 800 000                   | 70 000  | 38 000 000          |

### Filmographie
- Spottiswoode, Roger, Les soldats de l'espérance (And the band played on), 1993
- Sidaction : le documentaire contesté, Magazine Arrêt sur images
- L'origine du sida [titre original : The origin of AIDS], de Peter Chapell et Catherine Peix, Les Films de la passerelle, 2003, diffusé lors du magazine Contre courant
- La bataille du sida, de Laurent Firode, Cinétévé & INA, 2010, 1 h 14 min
- Sida : un héritage de l'époque coloniale, de Carla Gierstorfer (Allemagne/France, 2013), 55 min, rediffusé le 2 décembre 2017 sur Arte
- Cold Case à l’ONU de Mads Brügger, 2019, 128 min, nommé au Prix LUX du Parlement européen